# 창녕 객사
창녕 객사(昌寧 客舍)는 대한민국 경상남도 창녕군 창녕읍에 있는 객사이다. 1983년 8월 12일 경상남도의 유형문화재 제231호로 지정되었다.

## 현지 안내문
객사는 조선시대의 지방 관아건물로 고을 수령이 임금의 위패를 모시고 예를 올리는 정당과 중앙에서 파견된 관리들이 머물렀던 좌·우헌으로 구성되어 있다.
지어진 시기는 알 수 없고 1924년 군수 이장희가 시장용 건물로 쓰기 위해 창녕읍 술정리로 옮겼다가 1988년 이곳 만옥정에 옮기고 보수했다.
앞면 3칸·옆면 3칸의 1층 건물로, 지붕 옆모습이 사람인(人)자 모양인 맞배지붕으로 되어있다. 바닥은 따로 마련하지 않고 기단 위에 곧바로 세웠으며 기둥 사이에는 벽을 쌓지 않아 주위의 경관을 볼 수 있게 했다. 앞면을 제외한 나머지 면들의 기둥 사이에 나무 2개를 가로로 설치해 행사 때 발이나 병풍을 치기 쉽게 했으며, 건물 전체에 쇠못을 사용하지 않은 것이 특징이다.
지어진 건물양식으로 보아 조선 후기의 건물로 추측된다.

## 참고 문헌
- 이 문서에는 다음커뮤니케이션(현 카카오)에서 GFDL 또는 CC-SA 라이선스로 배포한 글로벌 세계대백과사전의 내용을 기초로 작성된 글이 포함되어 있습니다.

## 참고 자료
- 창녕 객사 - 국가유산청 국가유산포털